# Za późno (singel Kayah)
Za późno – promo singel z płyty Kayah. Autorką tekstu i muzyki jest Kayah. Producentem utworu jest bułgarski kompozytor i instrumentalista Atanas Valkov. Premiera radiowa odbyła się 27 kwietnia 2011. w polskich rozgłośniach radiowych o godzinie 14:00. Utwór jako pierwszy udostępnił portal Muzodajnia, a od 2 maja 2011 dostępny był u pozostałych operatorów.

## Teledysk
Długość klipu to 3 minuty i 20 sekund. Nowy klip wokalistki cechuje oszczędność środków wizualnych, fabularna prostota i mocny "pędzący" rytm. W roli głównej wystąpił młody, początkujący aktor Piotr Kaszubski. Drugoplanowymi postaciami, pojawiającymi się na ekranie zaledwie na kilkanaście sekund są Kayah (w 02:27 wideo) oraz znany z piątej edycji "You Can Dance" tancerz Aleksander Paliński (02:32).

### Ekipa realizatorów
- Reżyseria: Kazik Zbąski,
- Zdjęcia: Maria Zbąska, Krzysztof Wiśniewski
- Montaż: Dawid Skrzypek
- Główna rola: Piotr Kaszubski
- Role drugoplanowe: Kayah i Aleksander Paliński
- Producent: Dymitr Sołomko
- Kierownictwo Produkcji: Lucyna Stróżak, Justyna Siedmiogrodzka, Asia Sobesto
- Korekcja koloru: Frederick Van Eeden
- Kostiumy: Maria Dutkiewicz
- Make-up Kayah: Natalia Grewińska
- Make-up: Natalia Król[2]

## Notowania
| Notowanie                            | Pozycja |
| ------------------------------------ | ------- |
| Polska (AirPlay – Top)               | 5       |
| Lista Przebojów Radia Złote Przeboje | 22      |
| Lista przebojów Programu Trzeciego   | 37      |
| Szczecińska Lista Przebojów          | 5       |
| Poplista RMF FM                      | 1       |
| Lista Przebojów Radia Zet            | 13      |
| Lista Przebojów PR PiK               | 39      |